# لله لو (ورزقان)
لله‌ لو هي قرية في مقاطعة ورزقان، إيران. عدد سكان هذه القرية هو 820 في سنة 2006.